# John Moore (rugby à XV)
Pour les articles homonymes, voir John Moore et Moore.
 (avril 2010).
Pas d'image ? Cliquez ici

a Compétitions nationales et continentales officielles uniquement.

Dernière mise à jour le 12 août 2019.
John Moore, né le 3 mai 1978 à Rotorua (Nouvelle-Zélande), est un joueur de rugby à XV néo-zélandais évoluant au poste de deuxième ligne.

## Carrière
Il a participé avec Bay of Plenty à des matchs de NPC.
- 2000-2004 : Bay of Plenty
- 2005-2007 : Racing Métro 92
- 2007-2010 : Bay of Plenty